# Benedikt Hacker
Benedikt Hacker (ur. 30 maja 1769 w Metten (Dolna Bawaria), zm. 2 września 1829 w Salzburgu) – austriacki kompozytor i wydawca.
Hacker urodził się w Metten, gdzie był uczniem Michaela Haydna. W 1829 roku popełnił samobójstwo w Salzburgu.